# Bộ phim Lego
The Lego Movie (cách điệu là THE LEGO® Movie, tựa Việt: Bộ phim Lego) là một bộ phim hài, hoạt hình máy tính, phiêu lưu, stop-motion phát hành năm 2014. Do Phil Lord và Christopher Miller viết kịch bản kiêm đạo diễn, bộ phim được phân phối bởi Warner Bros. Pictures, với sự tham gia lồng tiếng của các diễn viên Chris Pratt, Will Ferrell, Elizabeth Banks, Will Arnett, Nick Offerman, Alison Brie, Charlie Day, Liam Neeson và Morgan Freeman. Chủ yếu dựa vào dòng đồ chơi Lego, bộ phim kể về câu chuyện một công nhân Lego được tiên tri để cứu vũ trụ Lego từ một bạo chúa ác độc.

## Nội dung
Wizard Vitruvius, một nhà tiên tri phải cố gắng bảo vệ "Kragle", một siêu vũ khí từ Trùm Kinh doanh. Ông đã không ngăn cản được Trùm Kinh doanh, nhưng ông đã cảnh báo hắn về một lời tiên tri, một người được gọi là "người đặc biệt" sẽ ngăn chặn được Kragle. Tám năm sau, Emmet Brickowski, một công nhân xây dựng bình thường, vào cuối ngày làm việc, anh gặp một người phụ nữ tên là Wyldstyle, cô đang tìm kiếm một cái gì đó sau giờ làm ở công trường xây dựng của Emmet. Khi đi tìm cô, Emmet rơi vào một cái lỗ và tìm thấy cái "cục gạch ngăn trở". Sau khi chạm vào nó, Emmet ngất đi. Anh tỉnh dậy dưới sự giám sát của Cảnh sát Xấu (người có hai mặt là tốt và xấu) là tay sai của Trùm kinh doanh, lúc này Emmet phát hiện ra trên lưng anh vẫn dính với "cục gạch ngăn trở". Emmet biết được kế hoạch của Trùm Kinh doanh là đóng băng thế giới bằng Kragle (một loại keo dán). Sau đó, Wyldstyle cứu Emmet và đưa anh ta đến Vitruvius, cô cố giải thích cho Emmet và cô nói anh là Thợ xây Tài ba (Master Builders) có khả năng xây dựng bất cứ điều gì với tốc độ rất nhanh và không cần hướng dẫn. Khi Trùm Kinh doanh lên cầm quyền, hắn không tán thành về sự sáng tạo vô chính phủ như vậy nên hắn đã bắt giữ nhiều người trong số họ. Là " người đặc biệt", Emmet có sứ mệnh phải đánh bại hắn ta nhưng Wyldstyle và Vitruvius rất thất vọng khi thấy Emmet không có gì sáng tạo.
Cảnh sát Xấu cố vây bắt Emmet, Wyldstyle và Virtruvius. Nhưng may mắn họ được cứu bởi bạn trai của Wyldstyle là Batman. Họ thất vọng với Emmet vì anh đã từ chối chiến đấu với Trùm Kinh doanh. Cảnh sát Xấu cùng lực lượng của hắn tấn công và bắt giữ tất cả các Thợ xây tài ba, ngoại trừ Emmet và một vài người khác. Anh nghĩ ra một kế hoạch để thâm nhập vào trụ sở đội kinh doanh, nhưng anh và các đồng minh của anh bị bắt và bị cầm tù. Vitruvius cố gắng chống lại nhưng ông bị giết. Trùm Kinh doanh ném cục gạch ngăn trở ra khỏi mép của vũ trụ và hẹn giờ để trụ sở chính của hắn tự hủy, sau đó hắn rời khỏi nhà xây dựng tổng thể và bỏ mặc Cảnh sát Xấu. Hồn ma Vitruvius xuất hiện trước Emmet và giải thích đó không phải là lời tiên tri và chính niềm tin của anh khiến anh trở thành người đặc biệt. Emmet lúc này đang bị gắn liền pin tự hủy với cơ thể, Emmet hi sinh và nhảy ra khỏi rìa vũ trụ để cứu bạn bè của anh với sự trợ giúp của Cảnh sát Xấu. Từ sự hy sinh của Emmet, Wyldstyle mở cuộc bàn bạc với những cư dân trên vũ trụ Lego hãy sử dụng bất cứ điều gì họ có thể sáng tạo để xây dựng máy móc và vũ khí để chống lại lực lượng của Trùm Kinh doanh.
Emmet tỉnh dậy và thấy mình đang trong thế giới thực, nơi mà các sự kiện của câu chuyện được diễn ra trong trí tưởng tượng của một cậu bé tên Finn trên bộ sưu tập Lego của cha mình. Người cha, được biết đến bởi Emmet như "Người Tầng trên", ông phạt con trai mình vì đã phá hủy mô hình của ông và ông dùng keo để dán các mẫu lego lại với nhau. Nhận thấy bạn bè của anh đang trong tình trạng nguy hiểm, Emmet cố gắng di chuyển mình và thu hút sự chú ý của Finn. Finn trả Emmet và Cục gạch ngăn trở về thế giới Lego, nơi Emmet xây dựng một robot khổng lồ để trợ giúp bạn bè của mình trước khi đối đầu với Trùm Kinh doanh. Trong thế giới thực, cha của Finn nhìn con trai mình sáng tạo một lần nữa và rất ấn tượng. Nhận ra nhân vật Trùm Kinh doanh là do con trai của ông tạo ra dựa trên con người thật của ông, ông đã thay đổi và cho phép con trai của mình chơi với mô hình Lego của ông. Trong thế giới Lego, Emmet thuyết phục Trùm Kinh doanh rằng ông cũng rất đặc biệt, như tất cả mọi người. Ông nghe lời khuyên của Emmet, Trùm kinh doanh phá hủy Kragle với Cục gạch ngăn trở (cái nắp của ống keo dán) và dùng bình tưới để giải thoát các nạn nhân. Wyldstyle, tên thật là Lucy trở thành bạn gái của Emmet. Vào cuối phim, người ngoài hành tinh Duplo đáp xuống trái đất, thông báo ý định xâm nhập của họ do người cha cho phép em gái của Finn chơi với bộ Lego của ông.

## Diễn viên
- Chris Pratt vai Emmet Brickowski, một công nhân xây dựng bình thường, bị nhầm lẫn là "người đặc biệt".
- Will Ferrell vai Trùm Kinh doanh, một doanh nhân ác độc cũng như chủ tịch của Tổng công ty Octan dưới tên giả là Chủ tịch Kinh doanh và bạo chúa của Bricksburg.[5][6]
  - Ferrell cũng đóng vai "Người Tầng trên", một nhà sưu tập Lego ở phần live-action của bộ phim.
- Elizabeth Banks vai Wyldstyle/Lucy, nữ chiến binh am hiểu công nghệ và là một trong những Thợ xây Tài ba.[5]
- Will Arnett vai Batman, một siêu anh hùng của DC Comics, cũng là Thợ xây Tài ba và là bạn trai của Wyldstyle.
- Nick Offerman vai Metal Beard, là một tên cướp biển cũng như Thợ xây Tài ba, luôn tìm cách trả thù Trùm Kinh doanh. [9].[6]
- Alison Brie vai công chúa Uni-Kitty, một con mèo con lai kỳ lân sống trong Vương quốc Cúc Cu.[6][7]
- Charlie Day vai Benny, một "nhà du hành không gian năm 1980" là một trong những Thợ xây Tài ba.[5]
- Liam Neeson vai Cảnh sát Xấu/Tốt, một sĩ quan cảnh sát với hai tính cách cũng là tay sai của Trùm Kinh doanh. 
  - Neeson cũng lồng tiếng cho Pa Cop, cha của Cảnh sát Xấu/Tốt.
- Morgan Freeman vai Vitruvius, một nhà tiên tri cũng là một trong những Thợ xây Tài ba.
- Channing Tatum vai Superman, một siêu anh hùng của DC Comics, là một trong những Thợ xây Tài ba.
- Jonah Hill vai Green Lantern, một siêu anh hùng của DC Comics, là một trong những Thợ xây Tài ba.
- Cobie Smulders vai Wonder Woman, một siêu anh hùng của DC Comics, là một trong những Thợ xây Tài ba.
- Jadon Sand vai Finn, một đứa bé trai tám tuổi rưỡi và là con trai của "Người tầng trên" xuất hiện trong phần live-action của bộ phim.
- Melissa Sturm vai Gail, một công nhân nữ.
  - Sturm cũng lồng tiếng cho Ma Cop, mẹ của Cảnh sát Xấu/Tốt.

## Sản xuất
Bộ phim đã được phát triển bởi Warner Bros từ năm 2008 Tháng 8 năm 2009, Dan và Kevin Hageman viết kịch bản và mô tả bộ phim là "cuộc phiêu lưu hành động đặt trong một thế giới lego". Vào tháng 4 năm 2012, Warner Bros dự kiến phát hành bộ phim vào ngày 28 tháng 2 năm 2014, nhưng sau đó đã thay đổi.
Vào tháng sáu 2012, Chris Pratt đã được chọn lồng tiếng vai Emmet và Will Arnett vào vai Batman. Vai trò của Lego Superman đã được Channing Tatum thể hiện. Đến tháng 8 năm 2012, Elizabeth Banks được chọn lồng tiếng cho nhân vật Lucy (biệt danh Wyldstyle) và Morgan Freeman vào vai Vitruvius, một nhà thần bí. Trong tháng 10 năm 2012, Warner Bros chuyển ngày phát hành bộ phim đến tháng 7, năm 2014. Trong tháng 11 năm 2012, Alison Brie, ill Ferrell, Liam Neeson, và Nick Offerman được xác nhận cho vai trò của họ trong phim.
Bộ phim còn tưởng niệm Kathleen Fleming, cựu giám đốc sản xuất công ty Lego, người đã qua đời vào tháng 4 năm 2013 trong một tai nạn ở Mexico.

## Phát hành
Trailer sân khấu đầu tiên được phát hành vào ngày 18 tháng 6 năm 2013. Trailer thứ hai được phát hành vào ngày 31 tháng 10 năm 2013. The Lego Movie công chiếu tại Nhà hát Regency Village ở Los Angeles, California vào ngày 01 tháng 2 năm 2014, và được phát hành tại các rạp vào ngày 07 tháng 2 năm 2014.

## Tiếp nhận

### Phản ứng
Trang web đánh giá tổng hợp Rotten Tomatoes báo cáo đánh giá chính của bộ phim là 96% với đánh giá trung bình là 8.2/10 dựa trên 169 ý kiến. Điểm số trên Metacritic là 82 dựa trên 41 đánh giá. Theo các cuộc thăm dò của CinemaScore thực hiện trong tuần đầu, các cinemagoers cho điểm trung bình cho bộ phim là A+.

### Phòng vé
The Lego Movie đã thu về 257.760.692 USD tại Bắc Mỹ, 210.300.000$ ở các nước khác, với tổng số trên toàn thế giới là 468.060.69 USD. Tại Bắc Mỹ, bộ phim mở màng trong tuần đầu tiên là 69.050.279 USD, đó là sự ra mắt cuối tuần cao thứ hai trong tháng hai sau The Passion of the Christ (83.800.000 USD). Bộ phim giữ vị trí hàng đầu tại phòng vé trong tuần thứ hai của mình bằng cách giảm chỉ có 28% và doanh thu là 49.846.430 USD. Một lần nữa vào cuối tuần thứ ba, trong khi giảm 37% và đạt doanh thu 31.305.359 USD. Trong cuối tuần thứ tư, bộ phim mang về 20.828.356 USD.

## Âm nhạc
| STT              | Nhan đề                                   | Performer(s)                                | Thời lượng |
| ---------------- | ----------------------------------------- | ------------------------------------------- | ---------- |
| 1.               | "Everything Is Awesome!!!"                | Tegan and Sara featuring The Lonely Island  | 2:43       |
| 2.               | "Prologue"                                |                                             | 2:28       |
| 3.               | "Emmet's Morning"                         |                                             | 1:59       |
| 4.               | "Emmet Falls in Love"                     |                                             | 1:11       |
| 5.               | "Escape"                                  |                                             | 3:27       |
| 6.               | "Into the Old West"                       |                                             | 1:00       |
| 7.               | "Wyldstyle Explains"                      |                                             | 1:21       |
| 8.               | "Emmet's Mind"                            |                                             | 2:17       |
| 9.               | "The Transformation"                      |                                             | 1:46       |
| 10.              | "Saloons and Wagons"                      |                                             | 3:38       |
| 11.              | "Batman"                                  |                                             | 1:23       |
| 12.              | "Middle Zealand"                          |                                             | 0:28       |
| 13.              | "Cloud Cuckooland and Ben the Spaceman"   |                                             | 1:25       |
| 14.              | "Emmet's Speech"                          |                                             | 2:02       |
| 15.              | "Submarines and Metalbeard"               |                                             | 1:49       |
| 16.              | "Requiem for Cuckooland"                  |                                             | 1:23       |
| 17.              | "Reaching the Kragle"                     |                                             | 2:35       |
| 18.              | "Emmet's Plan"                            |                                             | 1:54       |
| 19.              | "The Truth"                               |                                             | 3:16       |
| 20.              | "Wyldstyle Leads"                         |                                             | 2:46       |
| 21.              | "Let's Put It All Back"                   |                                             | 2:02       |
| 22.              | "I Am a Master Builder"                   |                                             | 2:48       |
| 23.              | "My Secret Weapon"                        |                                             | 4:19       |
| 24.              | "We Did It!"                              |                                             | 1:31       |
| 25.              | "Everything is Awesome!!!"                | Jo Li - Joshua Bartholomew và Lisa Harriton | 1:26       |
| 26.              | "Everything is Awesome!!! (Unplugged)"    | Shawn Patterson and Sammy Allen             | 1:24       |
| 27.              | "Untitled Self Portrait"                  | Will Arnett                                 | 1:08       |
| 28.              | "Everything is Awesome!!! (Instrumental)" |                                             | 2:41       |
| Tổng thời lượng: | Tổng thời lượng:                          | Tổng thời lượng:                            | 58:10      |

## Liên kết
- Website chính thức
- Website chính thức at Lego.com
- The Lego Movie trên Internet Movie Database
- The Lego Movie tại Box Office Mojo
- The Lego Movie tại Rotten Tomatoes
- The Lego Movie tại Metacritic